# Renfe Trenhotel

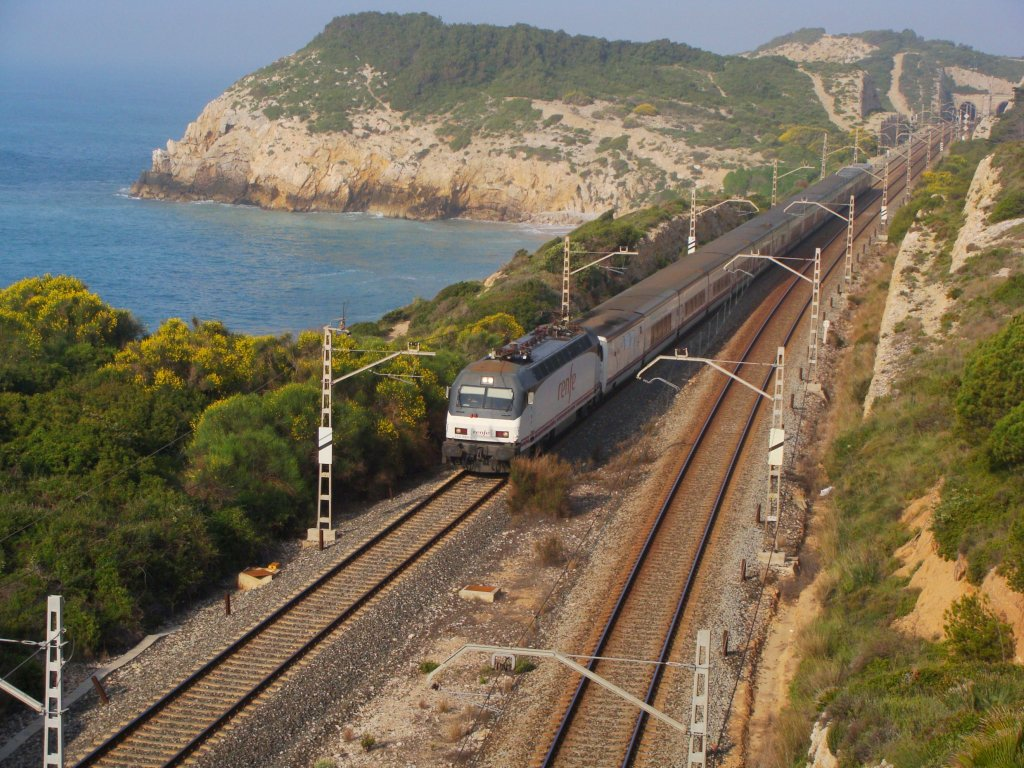
Trenhotel Alhambra procedente de Granada con destino Barcelona Sants.

Trenhotel fue un servicio ferroviario de trenes nocturnos de transporte de pasajeros, de larga distancia y de gama alta, operado por la compañía española Renfe. En el caso de las rutas que tenían como origen o destino Portugal, el servicio de tren se operaba conjuntamente con Comboios de Portugal.
Los Trenhotel fueron ideados con el objetivo de aprovechar la noche para los viajes largos en un tren de muy altas prestaciones y magnífico servicio de atención al cliente, pudiendo llegar así a destino a primera hora de la mañana. Estos trenes, en sus orígenes, disponían de servicio de autoexpreso, cafetería, restaurante con cena, cuyo menú era variante y elaborado por chefs de prestigio, además de desayuno incluido para los viajeros de gran clase, dichos viajeros también disponían de acceso a la sala club y al aparcamiento gratuito de la estación de origen.
Las ramas Talgo nocturnas también fueron utilizadas en recorridos ajenos a España por otras compañías ferroviarias, aunque con otros nombres comerciales.

## Historia
El servicio Trenhotel nace en 1991 como evolución del anterior servicio Talgo Camas coincidiendo esta fecha, además, con la llegada de las nuevas composiciones de Talgo VI para servicios nocturnos, que comenzarían a cubrir los servicios internacionales operados por Renfe y SNCF, que en el año 2000 fundarían la empresa Elipsos, con un 50% de participación de la empresa pública española y otro 50% de participación de la empresa pública francesa. Mientras tanto, estos coches se fueron implementando en las composiciones de los Trenhotel nacionales, principalmente los de "cama Gran Clase" ya que los coches cama gran clase de la serie IV y V no suplían la demanda existente en aquel momento.
El Rías Gallegas, el Rosalía de Castro, y el Antonio Gaudí, contaban con servicio de Autoexpreso al igual que algunos trenes diurnos y Estrella. Fueron suprimidos en 1997 (Rosalía de Castro, rama La Coruña), 2005 (Antonio Gaudí) y 2006 (Rías Gallegas). Anteriormente, el Antonio Gaudí también contaba con servicio de Paquexprés, en los años 1990.
En mayo de 2020, en plena pandemia de COVID-19, Renfe decide suspender el servicio de todos sus Trenhotel de manera indefinida.
Comboios de Portugal está en conversaciones con Renfe para recuperar las rutas internacionales en cooperación, el Trenhotel Lusitania y el Trenhotel Surexpreso. Con respecto a las rutas nacionales, dada la presión social, política y mediática, Renfe solo ha accedido a la recuperación del Trenhotel Galicia y no ha dado declaraciones sobre el Trenhotel Atlántico ni el Trenhotel Rías Baixas que, con el avance de la línea de alta velocidad hacia el territorio gallego, previsiblemente serán suprimidos definitivamente.
No obstante, pese a la recuperación y extensión de la red de trenes nocturnos europeos, renfe mantiene claras intenciones de suprimir todos los trenes nocturnos de España, siempre alegando razones económicas. La solución que plantean los sindicatos es convertir los Trenhotel en OSP (Obligación de Servicio Público) y que se garantice su servicio mediante una subvención. 
Recientemente, las composiciones Talgo VII están siendo transformadas en las nueva Serie 107 de Renfe para servicios Diurnos. Así mismo la totalidad de las composiciones talgo de la serie IV tanto diurnos como nocturnos han sido retirados en mayo de 2021 del servicio tras 41 años de servicio debido a su antigüedad.

## Tracción
No existen ramas Trenhotel automotoras, todas precisan de incorporar una locomotora. En los recorridos internacionales se cambia la locomotora en la frontera. Dentro de España se utilizan 252 en zonas electrificadas y 334 o 333.4 en zonas no electrificadas, pero de forma excepcional algún Trenhotel, como el Atlántico, el Lusitania o el Alhambra, es también traccionado en sus tramos no electrificados por locomotoras más veteranas, como las 319. Las ramas de Tren Hotel de la séptima generación (7C) necesitan obligatoriamente de una locomotora que pueda suministrar corriente eléctrica a 3000v, con lo cual dichas ramas no pueden ser remolcadas por locomotoras 333.4. Son ejemplos el Tren Hotel Galicia en su recorrido Monforte - Coruña, el cual es remolcado actualmente con locomotoras 334 que si pueden suministrar dicha corriente al tren al disponer de manguera eléctrica. Por el contrario los Tren Hotel 4C, 5C o 6C disponen de furgones generadores para alimentar los servicios del tren y pueden ser remolcados por cualquier locomotora.

## Composición y características
Cada rama Talgo se compone de diferentes remolques intercambiables, lo que hace que cada una de las ramas pueda tener coches de serie IV, V o VI indistintamente. Los remolques pertenecen tecnológicamente a las series IV, V, VI y VII de Talgo. Si una rama mezcla remolques de diferentes series, se considera de la serie inferior.  La serie IV no dispone de cambio de ancho, por lo que no pueden salir de la península ibérica ni entrar en líneas de alta velocidad españolas.  
| Clases                           | Descripción | Fotografía |
| -------------------------------- | --- | ---------- |
| Turista Talgo IV y VI            | Coches de plazas sentadas en disposición 2+2, como en los trenes talgo diurnos. Las butacas son algo reclinables y están dotadas de mesas abatibles. Además el portador de un billete de esta clase tiene acceso a la sala club de la estación de origen. |            |
| Preferente Talgo IV              | Coches de plazas sentadas en disposición 2+1, como en los trenes talgo diurnos. Las butacas son algo reclinables y están dotadas de mesas abatibles. Además el portador de un billete de esta clase tiene acceso a la sala club de la estación de origen. |            |
| Butaca Superreclinables Talgo VI | Coches Talgo VI de plazas sentadas en disposición 2+1 con gran grado de reclinación, estos coches estuvieron disponibles en los trenes ELIPSOS internacionales. También estuvieron en circulación con el Trenhotel Alhambra. Además el portador de un billete de esta clase tiene acceso a la sala club de la estación de origen. Existían también estas butacas en serie IV; circulaban hasta 2005 en el Trenhotel Antonio Gaudí (Madrid - Barcelona), entre 1996 y 1999 en el Trenhotel Rosalía de Castro (Barcelona - A Coruña), entre 2006 y 2008 en el Trenhotel Antonio Machado (Barcelona - Cádiz), y en el 2009 en el Trenhotel Alhambra (Barcelona - Granada). |            |
| Butaca Gran Confort Talgo VII    | Nuevos coches Talgo VII de plazas sentadas en disposición 2+1, disponibles en el Trenhotel Galicia, Trenhotel Pio Baroja, Alvia Picasso y Euromed (Corredor Mediterráneo). disponen de controles independientes para la reclinación del respaldo y elevación del reposapies, cómodos reposacabezas orientables en altura, mesa desplegable, tomas de corriente eléctrica y revistero. Las prestaciones se completan con una iluminación indirecta que puede ser general, de penumbra o de emergencia, además de luz de lectura, sistema de audio individual, portaequipajes con sistema antirrobo y pulsador para avisar al personal de a bordo. Los aseos, situados en cada coche, excepto en los extremos, cuentan con cambiador de bebe. Se proporciona una manta, tapones y un antifaz para ayudar a conciliar el sueño. Además el portador de un billete de esta clase tiene acceso a la sala club de la estación de origen. |            |
| Cama Turista Talgo IV, V y VI    | Cuentan con 4 camas a modo de literas. Todos los departamentos disponen de lavabo. Puedes viajar en cama Turista con dos modalidades: Turista Señora y Turista Caballero, si adquieres tu billete en Individual, o Turista Familiar/Grupo, si adquieres las 4 plazas del departamento. |            |
| Cama Preferente Talgo IV, V y VI | Dotados de 2 camas de 190x77 cm, cuentan con lavabo y un completo neceser. Tendrás acceso a prensa diaria y a la sala Club de las estaciones. Todos los departamentos tienen cierre de seguridad y teléfono individual para comunicar con el personal de a bordo. Fueron suprimidas en 2013/2014 en el Trenhotel Alhambra (Barcelona - Granada). |            |
| Cama Gran Clase Talgo IV, V y VI | Departamentos de 2 camas de 190x77 cm y cuentan con ducha y lavabo en cada cabina y un completo neceser para cada viajero. Nuestro personal de a bordo te dará la bienvenida y te entregará una tarjeta individual que abre la cerradura de seguridad de tu habitación. Dispones de la prensa diaria y acceso a la sala Club de las estaciones. |            |
| Cama Gran Clase Talgo VII        | En el Trenhotel Galicia, cubierto con Talgo VII, que une Barcelona con La Coruña y Vigo, el confort se complementa con camas de 200 x 80 cm, sistema de audio y video, enchufes, interfonos para comunicar con el personal de a bordo y despertador automático, butacas ergonómicas en la posición de día, mesas abatibles y amplio espacio para maletas. Nuestro personal de a bordo te dará la bienvenida y te entregará una tarjeta individual que abre la cerradura de seguridad de tu habitación. Dispones de la prensa diaria y acceso a la sala Club de las estaciones. Las personas de movilidad reducida disponen de una cabina adaptada, aseo ampliado y acceso a la cafetería. Las ramas de la serie VII sólo disponen de butacas superreclinables y cabinas gran clase. |            |

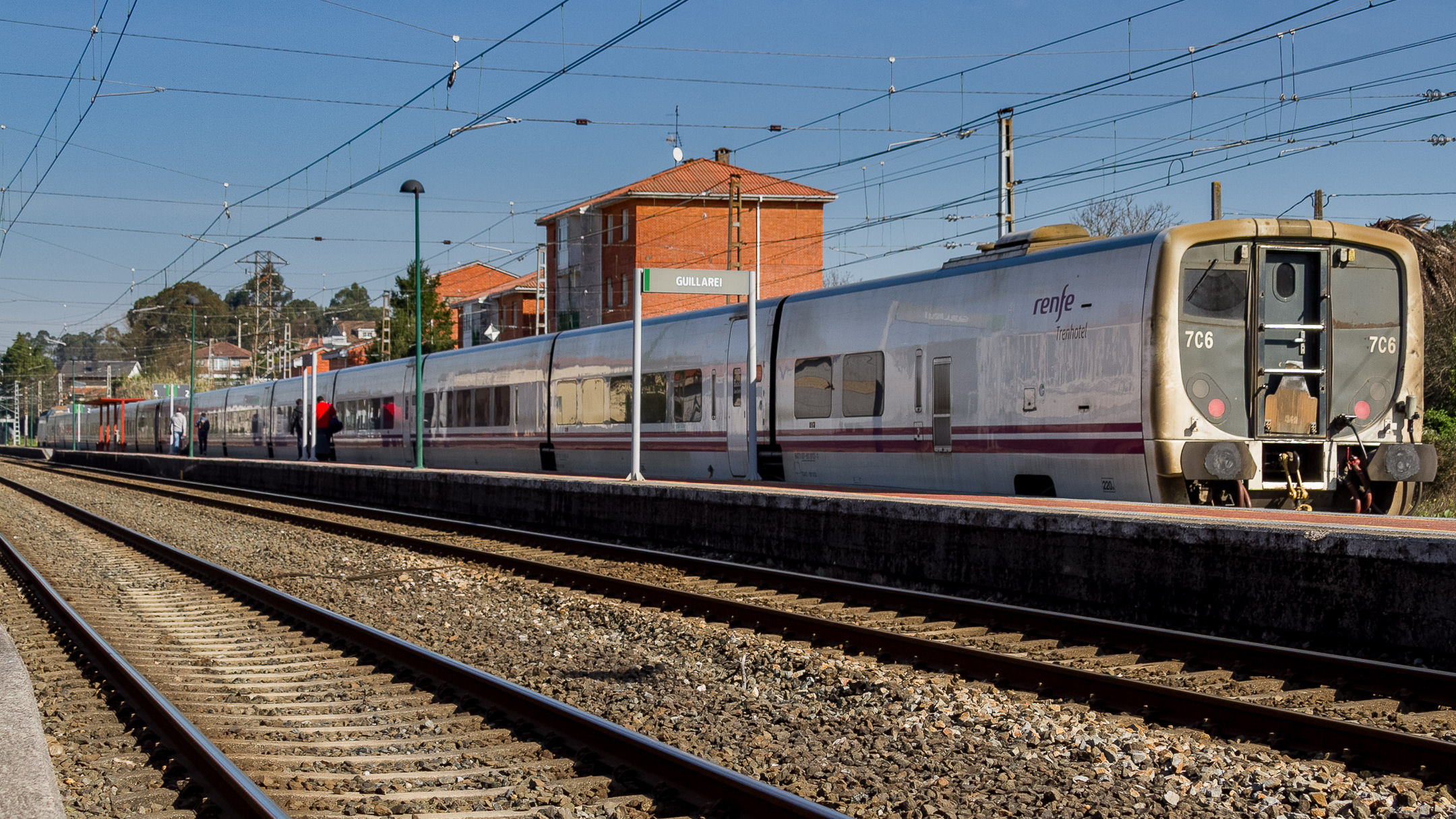
Trenhotel haciendo una parada en la estación de Guillarey

Además, los Trenhotel disponen de un remolque cafetería y de un remolque restaurante (excepto en el Madrid-Ferrol). Actualmente el restaurante ya no presta servicio, pero se mantiene en la mayoría de las ramas para, por ejemplo tomar algo de la cafetería sentado/a en una mesa. (Importante: pedir en la cafetería ya que actualmente no tiene servicio de camareros).
Las ramas estaban homologadas para circular entre 180 y 220 km/h según serie, aunque en servicio comercial no superaban los 200 km/h.

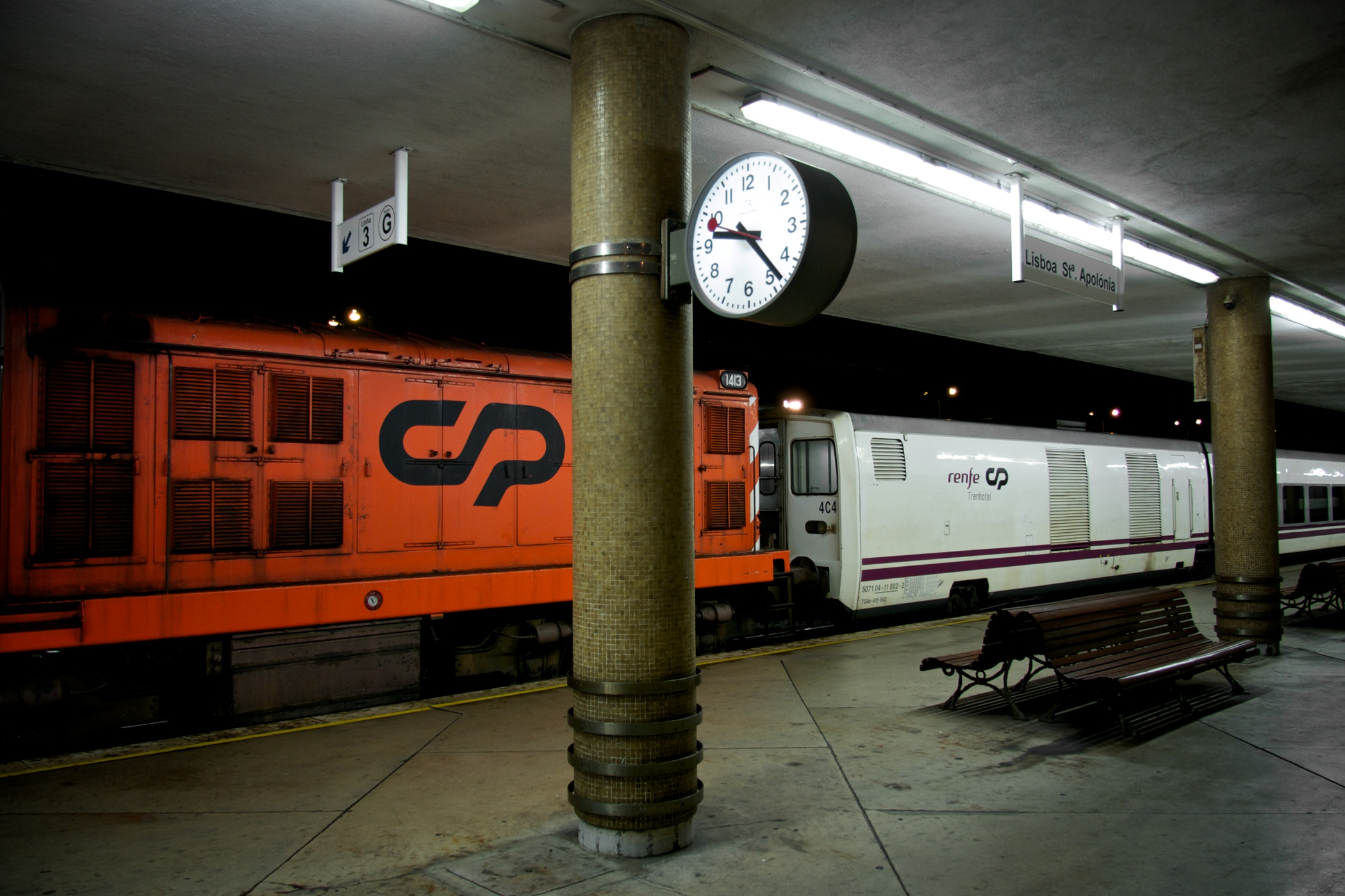
Trenhotel internacional operado por Renfe junto a Comboios de Portugal en la Estación de Santa Apolónia de Lisboa.

## Recorridos
Actualmente todo los servicios están suprimidos desde la pandemia del COVID´19, no hay previsión de recuperarlos tras haber apartado de la circulación muchas de sus ramas, también debido al estado de antigüedad de las mismas.
| Rutas nacionales       | Rutas nacionales                                      | Rutas nacionales | Rutas nacionales |
| Nombre                 | Número                                                | Recorrido | Material         |
| ---------------------- | ----------------------------------------------------- | --- | ---------------- |
| Galicia ruta La Coruña | Galicia - Barcelona: 00921 Barcelona- Galicia : 00922 | Barcelona-Sants · Campo de Tarragona · Lérida-Pirineos · Zaragoza-Delicias · Tudela de Navarra · Castejón de Ebro · Logroño · Burgos-Rosa Manzano · Palencia · León · Astorga · Ponferrada · O Barco de Valdeorras · A Rúa-Petín · San Clodio-Quiroga · Monforte de Lemos · Sarria · Lugo · Curtis · Betanzos-Infesta · La Coruña | Talgo 7          |
| Galicia ruta Vigo      | Galicia - Barcelona: 00921 Barcelona- Galicia : 00922 | Barcelona-Sants · Campo de Tarragona · Lérida-Pirineos · Zaragoza-Delicias · Tudela de Navarra · Castejón de Ebro · Logroño · Burgos-Rosa Manzano · Palencia · León · Astorga · Ponferrada · O Barco de Valdeorras · A Rúa-Petín · San Clodio-Quiroga · Monforte de Lemos· Orense-Empalme · Guillarey · Porriño · Redondela de Galicia · Vigo-Guixar                                                                                     | Talgo 7          |
| Rutas internacionales  |                                                       | |                  |
| Lusitania              |                                                       | Madrid-Chamartín · Ávila · Medina del Campo · Salamanca · Ciudad Rodrigo · Fuentes de Oñoro · Villar-Formoso · Guarda · Celorico da Beira · Mangualde · Santa Comba-Dao · Coímbra · Pombal · Caxarias · Entroncamento · Lisboa-Estación Oriente · Lisboa-Santa Apolónia | Talgo 4-5-6      |
| Surexpreso             |                                                       | Hendaya · Irún · San Sebastián · Vitoria · Miranda de Ebro · Burgos-Rosa de Lima · Valladolid-Campo Grande · Medina del Campo · Salamanca · Fuente de San Esteban-Boadilla · Ciudad Rodrigo · Fuentes de Oñoro · Villar-Formoso · Guarda · Vila Franca das Naves · Celorico da Beira · Mangualde · Nelas · Santa Comba-Dao · Pampilhosa · Coímbra · Pombal · Fátima · Entroncamento · Lisboa-Estación de Oriente · Lisboa-Santa Apolónia | Talgo 4-5-6      |

### Antiguas rutas nacionales
- TH Rías Bajas: Madrid-Chamartín-Vigo-Pontevedra (desde 1999 contaba con servicio de Autoexpreso, suprimido en 2006)
- TH Atlántico: Madrid-Chamartín-La Coruña-Ferrol (introducido en diciembre de 2008 y fusionado con el trayecto de la rama coruñesa de Rías Gallegas en 2016)
- TH Alhambra: Barcelona Sants-Granada (suprimido el 1° de septiembre de 2015) (entre 2000 y 2009 circula en conjunto con TH Gibralfaro (Barcelona-Málaga) entre Barcelona y Linares-Baeza y v.v.)
- TH Antonio Gaudí: Madrid-Chamartín - Barcelona Sants (suprimido el 3 de diciembre de 2005) (contaba con servicio de Autoexpreso hasta enero de 2005)
- TH Antonio Machado: Barcelona-Sants - Cádiz (entre 1991 y 2002 circuló hasta Sevilla por LAV Madrid-Sevilla, y contaba con la rama de Málaga hasta 2000) (extendido hasta Cádiz en 2002 y suprimido en junio de 2010)
- TH Gibralfaro: Barcelona-Sants - Málaga-María Zambrano (desde 1993 hasta 2000 círculo como TH Antonio Machado) (2000-2009 circulaba junto con la rama de Granada y suprimido en junio de 2010)
- TH Asturias / Pio Baroja: Barcelona-Sants - Gijón-Sanz Crespo (cambio de material serie V por serie VII en marzo de 2010 y suprimido en 2013) (anteriormente finalizaba en Gijón-Jovellanos)
- TH Rías Gallegas ruta La Coruña: Madrid-Chamartín - La Coruña (suprimido en 2016 para fusionarse con la rama Atlántico a Ferrol) (contaba con Autoexpreso entre 1999 y 2006)
- TH Rosalía de Castro (Servicio Irregular): La Coruña-Santiago de Compostela-Barcelona-Sants (circulaba en 1996-1999 como refuerzo del Estrella Galicia, y 2012-enero de 2015 como refuerzos Cataluña-Galicia) (tuvo la rama de Vigo también en 1996-1999)

### Antiguas rutas internacionales
- TH Pau Casals: Barcelona Estación de Francia - Zúrich-Central (suprimido en 2012) (tuvo desdoblamiento en 1998-1999) (desde los 2000 hasta 2005 tuvo cabecera en Barcelona Sants)
- TH Salvador Dalí: Barcelona Estación de Francia - Milán Central (suprimido en 2012) (tuvo desdoblamiento en 1998-1999) (desde los 2000 hasta 2005 tuvo cabecera en Barcelona Sants)
- TH Joan Miró: Barcelona Estación de Francia - París-Austerlitz (desde los 2000 hasta 2005 tuvo cabecera en Barcelona Sants)
- TH Francisco de Goya: Madrid-Chamartín - París-Austerlitz
- TH de los Alpes:  Madrid-Chamartín - Bourg St. Maurice (círculo solamente en diciembre de 2005 y enero de 2006)

En 1992, el Trenhotel Francisco de Goya amplió su recorrido desde Sevilla a París con motivo de la Expo 92.
- Datos: Q1475638
- Multimedia: Trenhotel / Q1475638